# Praan
Praan (Bengaals voor leven of stroom van leven) is een lied dat op muziek werd gezet door Garry Schyman speciaal als achtergrond bij de film op YouTube van Matt Harding in 2008. In het filmpje danst Harding op vele plaatsen in de wereld met locale mensen. Het lied is gezongen in het Bengaals door de zeventienjarige Palbasha Siddique. Het is het op muziek gezette gedicht van Rabindranath Tagore uit zijn liederenboek Gitanjali.

De componist kreeg in 2008 de Hollywood Music Award in de categorie Best Music Video voor 'Praan-Dancing'. 
Het filmpje op YouTube werd een grote hit en heeft anno 2017 meer dan 50 miljoen kijkers.